# Discografia de Robbie Williams
A discografia de Robbie Williams, cantor inglês, consiste em nove álbuns de estúdio, um álbum ao vivo, cinco compilações, dez álbuns vídeo, um extended plays, trinta e nove vídeoclipes e quarenta e um singles oficiais.
O cantor vendeu mais de 57 milhões de cópias no mundo. Na Austrália, Robbie Williams vendeu mais de 2,5 milhões de cópias.

## Álbuns

### Álbuns de estúdio
| 1997                                                       | Life thru a Lens - Lançamento: 29 de Setembro de 1997 - Gravadora: EMI - Formato: CD, CS                     | 1 | 34 | —  | 42 | 1 | — | 59 | 24 | —  | 39 | - RU: 8× Platina - AUS: Ouro - EU: 3× Platina                   |
| 1998                                                       | I've Been Expecting You - Lançamento: 26 de Outubro de 1998 - Gravadora: Chrysalis Records - Formato: CD, CS | 1 | —  | 31 | 16 | 1 | — | 35 | 4  | 21 | 19 | - RU: 10× Platina - EU: 4× Platina                              |
| 2000                                                       | Sing When You're Winning - Lançamento: 28 de Agosto de 2000 - Gravadora: EMI - Formato: CD, CS               | 1 | 7  | 19 | 1  | 1 | 5 | 3  | 1  | 4  | 2  | - RU: 8× Platina - AUS: 3× Platina - EU: 4× Platina             |
| 2001                                                       | Swing When You're Winning - Lançamento: 19 de Novembro de 2001 - Gravadora: EMI - Formato: CD, CS            | 1 | 3  | 21 | 1  | 1 | 5 | 2  | 1  | 4  | 1  | - RU: 7× Platina - AUS: 4× Platina - EU: 6× Platina - CAN: Ouro |
| 2002                                                       | Escapology - Lançamento: 18 de Novembro de 2002 - Gravadora: EMI - Formato: CD, CS                           | 1 | 3  | 3  | 1  | 1 | 2 | 1  | 3  | 1  | 1  | - RU: 6× Platina - AUS: 5× Platina - EU: 5× Platina - CAN: Ouro |
| 2005                                                       | Intensive Care - Lançamento: 24 de Outubro de 2005 - Gravadora: Chrysalis Records - Formato: CD, DD          | 1 | 1  | 2  | 1  | 1 | 1 | 1  | 1  | 1  | 1  | - RU: 5× Platina - AUS: Platina - EU: 5× Platina                |
| 2006                                                       | Rudebox - Lançamento: 23 de Outubro de 2006 - Gravadora: Chrysalis Records - Formato: CD, DD                 | 1 | 1  | 3  | 1  | 2 | 1 | 2  | 14 | 2  | 1  | - RU: 2× Platina - AUS: 2× Platina - EU: 2× Platina             |
| 2009                                                       | Reality Killed the Video Star - Lançamento: 9 de Novembro de 2009 - Gravadora: EMI - Formato: CD, DD         | 2 | 1  | 2  | 1  | 6 | 2 | 1  | 7  | 2  | 1  | - RU: 3× Platina - AUS: Platina - EU: Platina                   |
| 2012                                                       | Take the Crown - Lançamento: 5 de Novembro de 2012 - Gravadora: Universal - Formato: CD, DD                  | 1 | 4  | 9  | 1  | 1 | 2 | 1  | 12 | 7  | 1  | - RU: Platina - AUS: Ouro - AUT: Ouro - ALE: Ouro               |
| "—" não chegou às paradas ou não foi lançado nessa região. | |   |    |    |    |   |   |    |    |    |    |                                                                 |

### Álbuns ao vivo
| 2003                                                       | Live at Knebworth / Live Summer 2003 - Lançamento: 29 de Setembro de 2003 - Gravadora: EMI - Formato: CD, CS | 2 | 3 | 12 | 1 | 2 | 4 | 3 | 6 | 7 | 2 | - RU: 2× Platina - EU: 2× Platina |
| "—" não chegou às paradas ou não foi lançado nessa região. | |   |   |    |   |   |   |   |   |   |   |                                   |

### Coletâneas
| Ano  | Detalhes | Posições nas paradas | Posições nas paradas | Posições nas paradas | Posições nas paradas | Posições nas paradas | Posições nas paradas | Posições nas paradas | Posições nas paradas | Posições nas paradas | Posições nas paradas | Certificações                                       |
| Ano  | Detalhes | RU                   | AUS                  | FRA                  | ALE                  | IRL                  | ITA                  | HOL                  | NZ                   | SUE                  | SUI                  | Certificações                                       |
| ---- | --- | -------------------- | -------------------- | -------------------- | -------------------- | -------------------- | -------------------- | -------------------- | -------------------- | -------------------- | -------------------- | --------------------------------------------------- |
| 1999 | The Ego Has Landed - Lançamento: 30 de Julho de 1999 - Gravadora: Capitol Records - Formato: CD, CS                                         | —                    | 20                   | —                    | —                    | —                    | —                    | —                    | 1                    | —                    | —                    | - RU: Ouro - CAN: Platina - AUS: Ouro               |
| 2004 | Greatest Hits - Lançamento: 18 de Outubro de 2004 - Gravadora: EMI - Formato: CD, DD                                                        | 1                    | 1                    | 1                    | 1                    | 1                    | 1                    | 1                    | 1                    | 2                    | 1                    | - RU: 6× Platina - EU: 5× Platina - AUS: 8× Platina |
| 2010 | In and Out of Consciousness: Greatest Hits 1990–2010 - Lançamento: 11 de Outubro de 2010 - Gravadora: Virgin Records - Formato: CD, DVD, DD | 1                    | 3                    | —                    | 1                    | 2                    | 3                    | 3                    | 7                    | 4                    | 4                    | - RU: 2× Platina - EU: Platina                      |
| 2022 | XXV - Lançamento: 9 de Setembro de 2022 - Gravadora: Columbia - Formato: CD, cassette, digital download, streaming, vinil                   | 1                    | 2                    |                      | 3                    | 1                    |                      | 1                    |                      |                      |                      |                                                     |
|      | |                      |                      |                      |                      |                      |                      |                      |                      |                      |                      |                                                     |

#### Outras coletâneas
| Ano  | Título          | Notas                          |
| ---- | --------------- | ------------------------------ |
| 2006 | The Best So Far | Lançado no Brasil              |
| 2009 | Songbook        | Gratuito no The Mail on Sunday |

### Extended plays
| Ano  | Detalhes                                                                                              |
| ---- | --- |
| 2009 | Live from London EP - Lançamento: 18 December 2009 - Gravadora: Chrysalis - Formato: digital download |

## Singles

### Solo
| 1996                                                       | "Freedom! '90"                                        | 2  | 6  | —  | 10 | 6  | 8  | 10 | 39 | 24 | 8  | - RU: Prata                  | Single sem álbum              |
| 1997                                                       | "Old Before I Die"                                    | 2  | 56 | —  | 37 | 11 | 6  | 32 | —  | —  | 30 |                              | Life Thru a Lens              |
| 1997                                                       | "Lazy Days"                                           | 8  | —  | —  | 90 | —  | 14 | 58 | —  | —  | —  |                              | Life Thru a Lens              |
| 1997                                                       | "South of the Border"                                 | 14 | —  | —  | —  | —  | —  | 61 | —  | —  | —  |                              | Life Thru a Lens              |
| 1997                                                       | "Angels"                                              | 4  | 40 | 7  | 9  | 2  | 12 | 14 | 23 | 13 | 4  | - RU: 2× Platina             | Life Thru a Lens              |
| 1998                                                       | "Let Me Entertain You"                                | 3  | 46 | —  | —  | 13 | —  | 42 | 33 | —  | —  | - RU: Prata                  | Life Thru a Lens              |
| 1998                                                       | "Millennium"                                          | 1  | 24 | 16 | 41 | 1  | 6  | 29 | 3  | 12 | 18 | - RU: Ouro                   | I've Been Expecting You       |
| 1998                                                       | "No Regrets"                                          | 4  | —  | 67 | 60 | 15 | —  | 54 | 29 | 43 | —  | - RU: Prata                  | I've Been Expecting You       |
| 1999                                                       | "Strong"                                              | 4  | —  | 99 | 68 | 12 | —  | 47 | 9  | —  | —  |                              | I've Been Expecting You       |
| 1999                                                       | "She's the One/It's Only Us"                          | 1  | —  | 74 | 27 | 4  | 8  | 29 | 3  | 42 | 20 | - RU: Ouro                   | I've Been Expecting You       |
| 2000                                                       | "Win Some Lose Some"                                  | —  | —  | —  | —  | —  | —  | —  | 7  | —  | —  |                              | I've Been Expecting You       |
| 2000                                                       | "Rock DJ"                                             | 1  | 4  | 40 | 9  | 1  | 3  | 6  | 1  | 18 | 9  | - RU: Platina - AUS: Platina | Sing When You're Winning      |
| 2000                                                       | "Kids" (com Kylie Minogue)                            | 2  | 14 | —  | 47 | 9  | —  | 11 | 5  | 31 | 35 | - RU: Prata - AUS: Ouro      | Sing When You're Winning      |
| 2000                                                       | "Supreme"                                             | 4  | 14 | 12 | 14 | 10 | 4  | 8  | 3  | 14 | 4  |                              | Sing When You're Winning      |
| 2001                                                       | "Let Love Be Your Energy"                             | 10 | 53 | —  | 68 | 26 | —  | 21 | 11 | —  | 56 |                              | Sing When You're Winning      |
| 2001                                                       | "Eternity / The Road to Mandalay"                     | 1  | —  | 45 | 7  | 2  | 4  | 17 | 1  | 34 | 10 | - RU: Prata                  | Sing When You're Winning      |
| 2001                                                       | "Better Man"                                          | —  | 6  | —  | —  | —  | —  | —  | 4  | —  | —  | - AUS: Ouro                  | Sing When You're Winning      |
| 2001                                                       | "Somethin' Stupid" (com Nicole Kidman)                | 1  | 8  | 16 | 2  | 2  | 2  | 9  | 1  | 17 | 3  | - RU: Prata - AUS: Ouro      | Swing When You're Winning     |
| 2002                                                       | "Mr. Bojangles/I Will Talk and Hollywood Will Listen" | —  | —  | —  | 77 | —  | —  | 52 | —  | —  | 68 |                              | Swing When You're Winning     |
| 2002                                                       | "Feel"                                                | 4  | 10 | 6  | 3  | 4  | 1  | 1  | 7  | 3  | 4  | - AUS: Ouro                  | Escapology                    |
| 2003                                                       | "Come Undone"                                         | 4  | 27 | 49 | 16 | 14 | 11 | 8  | 25 | 46 | 45 |                              | Escapology                    |
| 2003                                                       | "Something Beautiful"                                 | 3  | 24 | 70 | 46 | 6  | —  | 8  | 7  | —  | 52 |                              | Escapology                    |
| 2003                                                       | "Sexed Up"                                            | 10 | 17 | —  | 53 | 18 | 8  | 12 | 25 | —  | 59 |                              | Escapology                    |
| 2004                                                       | "Radio"                                               | 1  | 12 | 48 | 2  | 6  | 2  | 9  | —  | 22 | 14 | - AUS: Ouro                  | Greatest Hits                 |
| 2004                                                       | "Misunderstood"                                       | 8  | 39 | —  | 20 | 27 | 7  | 8  | —  | 35 | 26 |                              | Greatest Hits                 |
| 2005                                                       | "Tripping"                                            | 2  | 7  | 9  | 1  | 4  | 1  | 1  | 20 | 2  | 2  | - AUS: Ouro - SUI: Ouro      | Intensive Care                |
| 2005                                                       | "Make Me Pure"                                        | —  | —  | —  | —  | —  | —  | 15 | —  | —  | —  |                              | Intensive Care                |
| 2005                                                       | "Advertising Space"                                   | 8  | 17 | 14 | 10 | 20 | 4  | 5  | 32 | 11 | 9  |                              | Intensive Care                |
| 2006                                                       | "Sin Sin Sin"                                         | 22 | 26 | 46 | 18 | 23 | 9  | 9  | —  | 45 | 16 |                              | Intensive Care                |
| 2006                                                       | "Rudebox"                                             | 4  | 13 | 31 | 1  | 17 | 1  | 4  | —  | 16 | 1  |                              | Rudebox                       |
| 2006                                                       | "Kiss Me"                                             | —  | —  | —  | —  | —  | —  | —  | —  | 56 | —  |                              | Rudebox                       |
| 2006                                                       | "Lovelight"                                           | 8  | 25 | —  | 21 | 28 | 4  | 8  | —  | 23 | 25 |                              | Rudebox                       |
| 2007                                                       | "Bongo Bong / Je Ne T'Aime Plus" (com Lily Allen)     | —  | —  | —  | —  | —  | —  | —  | —  | —  | 77 |                              | Rudebox                       |
| 2007                                                       | "She's Madonna" (com Pet Shop Boys)                   | 16 | —  | —  | 4  | 38 | 3  | 2  | —  | 20 | 8  |                              | Rudebox                       |
| 2009                                                       | "Bodies"                                              | 2  | 4  | 8  | 1  | 3  | 1  | 1  | 30 | 4  | 1  | - RU: Prata - AUS: Ouro      | Reality Killed the Video Star |
| 2009                                                       | "You Know Me"                                         | 6  | 33 | —  | 26 | 22 | —  | 10 | —  | 35 | 51 | - RU: Prata                  | Reality Killed the Video Star |
| 2010                                                       | "Morning Sun"                                         | 45 | —  | —  | 32 | —  | —  | 19 | —  | —  | —  |                              | Reality Killed the Video Star |
| 2010                                                       | "Shame" (com Gary Barlow)                             | 2  | 62 | —  | 11 | 8  | 7  | 4  | —  | 24 | 19 | - RU: Prata                  | In and Out of Consciousness   |
| 2012                                                       | "Candy"                                               | 1  | 59 | 65 | 3  | 2  | 2  | 8  | —  | —  | 17 |                              | Take the Crown                |
| 2012                                                       | "Different"                                           | —  | —  | —  | —  | —  | —  | —  | —  | —  | —  |                              | Take the Crown                |
| "—" não chegou às paradas ou não foi lançado nessa região. |                                                       |    |    |    |    |    |    |    |    |    |    |                              |                               |

### Como artista convidado
| Ano  | Título                                                               | Posições nas paradas | Posições nas paradas | Posições nas paradas | Posições nas paradas | Posições nas paradas | Posições nas paradas | Posições nas paradas | Posições nas paradas | Álbum                                        |
| Ano  | Título                                                               | RU                   | AUS                  | ALE                  | IRL                  | ITA                  | HOL                  | NZ                   | SUI                  | Álbum                                        |
| ---- | -------------------------------------------------------------------- | -------------------- | -------------------- | -------------------- | -------------------- | -------------------- | -------------------- | -------------------- | -------------------- | -------------------------------------------- |
| 2002 | "My Culture" (1 Giant Leap com Maxi Jazz e Robbie Williams)          | 9                    | 30                   | 69                   | 24                   | 16                   | 33                   | 26                   | 51                   | 1 Giant Leap                                 |
| 2009 | "Close My Eyes" (Sander van Doorn e Robbie Williams)                 | —                    | —                    | 33                   | —                    | —                    | 17                   | —                    | —                    | Single sem álbum                             |
| 2010 | "Everybody Hurts" (Helping Haiti)                                    | 1                    | 28                   | 16                   | 1                    | —                    | —                    | 17                   | 16                   | Versão lançada para a caridade para o Haiti. |
| 2010 | "Three Lions 2010" (Three Lions com Robbie Williams & Russell Brand) | 21                   | —                    | —                    | —                    | —                    | —                    | —                    | —                    | Single para a Copa do Mundo de 2010.         |

## Álbuns de vídeo
| Ano  | Detalhes | Certificações                                  | Detalhes |
| ---- | --- | ---------------------------------------------- | --- |
| 1998 | Live in Your Living Room - Lançamento: 16 de Novembro de 1998 - Gravadora: EMI - Formato: VHS                                    |                                                | - Conta com as faixas do álbum Life thru a Lens gravado ao vivo no London Forum, em Londres, em Junho de 1998. |
| 1999 | Angels - Lançamento: 13 de Dezembro de 1999 - Gravadora: EMI - Formato: DVD                                                      |                                                | - Inclui os vídeoclipes de "Angels", "South of the Border" e "Lazy Days". |
| 2000 | Rock DJ - Lançamento: 4 de Setembro de 2000 - Gravadora: EMI - Formato: DVD                                                      | - RU: Platina                                  | - Contém o single vídeo de "Rock DJ". - Contém o making-of do documentário. |
| 2000 | Where Ego's Dare - Lançamento: 6 de Novembro de 2000 - Gravadora: EMI - Formato: DVD                                             | - RU: Platina                                  | - Imagens do concerto de 1999 no Castelo de Slane, Irlanda. - Inclui também imagens por detrás do palco da equipa. |
| 2001 | Live at the Albert - Lançamento: 3 de Dezembro de 2001 - Gravadora: EMI - Formato: DVD, Blu-ray                                  | - RU: 6× Platina - ALE: 2× Platina - HOL: Ouro | - Concerto no Royal Albert Hall, Londres, gravado a 10 de Outubro de 2001. - Contém atuações cover de Rat Pack do álbum, Swing When You're Winning. - Contém também o documentário "Well Swung" de Williams a gravar o disco em Los Angeles. |
| 2002 | Nobody Someday - Lançamento: 8 de Julho de 2002 - Gravadora: EMI - Formato: DVD                                                  | - RU: Ouro                                     | - Documentário de Williams na sua turné de 2001 na Europa. - Inclui também um concerto ao vivo e imagens por detrás do palco. |
| 2003 | The Robbie Williams Show - Lançamento: 31 de Março de 2003 - Gravadora: EMI - Formato: DVD, Blu-ray                              | - RU: Platina - ALE: Platina - HOL: Ouro       | - Gravado no Pinewood Studios, Londres no verão de 2002. - Promoção ao vivo e intimista em TV de promoção do álbum Escapology |
| 2003 | What We Did Last Summer: Live at Knebworth - Lançamento: 24 de Novembro de 2003 - Gravadora: EMI - Formato: DVD                  | - RU: 7× Platina - ALE: 5× Platina - HOL: Ouro | - Imagens dos três dias de concerto no Knebworth House, Hertfordshire em Agosto de 2003. |
| 2006 | And Through It All: Robbie Williams Live 1997-2006 - Lançamento: 13 de Novembro de 2006 - Gravadora: EMI - Formato: DVD, Blu-ray | - ALE: 2× Platina - SUI: Ouro                  | - Coletânea vídeo de diversos concertos entre 1997 e 2006. - Inclui; Castelo de Slane Irlanda (1999), MEN Arena Manchester (2000), RheinEnergieStadion Colónia (2001), Knebworth House (2003), Roundhay Park Leeds (2006).                   |

## Vídeoclipes
| Ano  | Título                                           | Diretor(es)      |
| ---- | ------------------------------------------------ | ---------------- |
| 1996 | "Freedom"                                        | Hammer & Tongs   |
| 1997 | "Old Before I Die"                               | David Mould      |
| 1997 | "Lazy Days"                                      | Thomas Q Napper  |
| 1997 | "South of the Border"                            | Thomas Q Napper  |
| 1997 | "Angels"                                         | Vaughan Arnell   |
| 1998 | "Let Me Entertain You"                           | Vaughan Arnell   |
| 1998 | "Millennium"                                     | Simon Hilton     |
| 1998 | "No Regrets"                                     | Pedro Romhanyi   |
| 1999 | "Strong"                                         | Simon Hilton     |
| 1999 | "She's the One"                                  | Dom and Nic      |
| 1999 | "It's Only Us"                                   | Dom and Nic      |
| 1999 | "Angels" (versão EUA)                            | Samuel Bayer     |
| 2000 | "Rock DJ"                                        | Vaughan Arnell   |
| 2000 | "Kids" (com Kylie Minogue)                       | Simon Hilton     |
| 2000 | "Supreme"                                        | Vaughan Arnell   |
| 2001 | "Let Love Be Your Energy"                        | Ed Bignell       |
| 2001 | "We are the Champions" (com Queen)               |                  |
| 2001 | "Eternity"                                       | Vaughan Arnell   |
| 2001 | "The Road to Mandalay"                           | Vaughan Arnell   |
| 2001 | "Somethin' Stupid" (com Nicole Kidman)           | Vaughan Arnell   |
| 2002 | "Mr. Bojangles"                                  | Hamish Hamilton  |
| 2002 | "I Will Talk and Hollywood Will Listen"          | Hamish Hamilton  |
| 2002 | "Feel"                                           | Vaughan Arnell   |
| 2002 | "My Culture" (1 Giant Leap with Robbie Williams) | Tim Hope         |
| 2003 | "Come Undone"                                    | Jonas Åkerlund   |
| 2003 | "Something Beautiful"                            | James Tonkin     |
| 2003 | "Sexed Up"                                       | Jonas Åkerlund   |
| 2004 | "Radio"                                          | Vaughan Arnell   |
| 2004 | "Misunderstood"                                  | Julian Gibbs     |
| 2005 | "Tripping"                                       | Johan Renck      |
| 2005 | "Advertising Space"                              | David LaChapelle |
| 2006 | "Sin Sin Sin"                                    | Vaughan Arnell   |
| 2006 | "Rudebox"                                        | Seb Janiak       |
| 2006 | "Lovelight"                                      | Jake Nava        |
| 2007 | "She's Madonna" (com Pet Shop Boys)              | Johan Renck      |
| 2009 | "Bodies"                                         | Vaughan Arnell   |
| 2009 | "You Know Me"                                    | Phil & Olly      |
| 2010 | "Morning Sun"                                    | Vaughan Arnell   |
| 2010 | "Shame"                                          | Vaughan Arnell   |
| 2012 | "Candy"                                          | Joseph Kahn      |
| 2012 | "Different"                                      |                  |

## Outras aparições
| Ano  | Música                                                            | Álbum                                                                        |
| ---- | ----------------------------------------------------------------- | ---------------------------------------------------------------------------- |
| 1998 | "I Started a Joke" com The Orb                                    | Gotta Get a Message to You (álbum tributo a Bee Gees)                        |
| 1999 | "Are You Gonna Go My Way" com Tom Jones                           | Reload                                                                       |
| 2000 | "Surface Noise" com Sound 5 (Robbie aparece como Tipsy McStagger) | No Illicit Dancing                                                           |
| 2000 | "That Old Black Magic" com Jane Horrocks                          | The Further Adventures of Little Voice                                       |
| 2001 | "Sweet Gene Vincent"                                              | Brand New Boots and Panties (álbum tributo a Ian Dury)                       |
| 2001 | "We Are The Champions" com Queen                                  | Coração de Cavaleiro                                                         |
| 2002 | "Have You Met Miss Jones?"                                        | O Diário de Bridget Jones                                                    |
| 2002 | "You're The Why"                                                  | Ten More Turnips from the Tip (álbum póstumo de Ian Dury and the Blockheads) |
| 2003 | "Beyond the Sea"                                                  | Finding Nemo                                                                 |
| 2003 | "A Man For All Seasons"                                           | Johnny English                                                               |
| 2004 | "It's De-Lovely"                                                  | De-Lovely                                                                    |
| 2004 | "Do They Know It's Christmas?" como parte de Band Aid             | Single de caridade                                                           |
| 2005 |                                                                   | The Magic Roundabout                                                         |
| 2006 | "Jealousy" com Pet Shop Boys                                      | Concrete                                                                     |
| 2006 | "Some Day" with Dy Lon                                            | Some Day                                                                     |
| 2007 | "The Only One I Know" (cover de The Charlatans) com Mark Ronson   | Version                                                                      |
| 2007 | "Lola" (cover de The Kinks)                                       | Radio 1 Established 1967                                                     |